# نورما جين (مغنية)
نورما جين بيسلر (بالإنجليزية: Norma Jean)‏ (مواليد 30 يناير 1938) ، والمعروفة باسم نورما جين، هي مغنية كانتري أمريكية كانت ضمن فريق برنامج بورتر واغونر بين عامي 1961-1967. دخلت 13 أغنية منفردة لها في المراتب الأربعين الأوائل على قائمة بيلبورد لأغاني الكانتري بين عامي 1963 و 1968، وسجلت 20 ألبومًا لعلامة آر سي أيه فيكتور بين عامي 1964 و 1973، وحصلت على ترشيحين لجائزة جرامي، وكانت عضوة في برنامج غراند أول أوبري لعدة سنوات.

## السيرة

### بداياتها الفنية
ولدت نورما جان بيسلر في 30 يناير 1938 في بلدة ويلستون في أوكلاهوما. بدأت تغني على محطات الراديو في منطقة أوكلاهوما سيتي؛ وكان لديها برنامج إذاعي خاص بها على محطة KLPR وهي في سن الثانية عشرة. قامت بعدة جولات في أوكلاهوما مع فرق مختلفة. كما صادقت النجمة واندا جاكسون قبل شهرتها.
في عام 1955، حصلت على موقع ثابت في برنامج أوزارك جوبيلي الذي تم بثه من سبرينغفيلد في ميزوري، وبقيت فيه لمدة عامين. اقترح المضيف ريد فولي أن يناديها نورما جين فقط، واستخدمت هذا الاسم بشكل ثابت في عام 1958.  وفي عام 1959، وقعت عقد تسجيل مع كولومبيا للتسجيلات. أصدرت عددا من الأغاني التي لم تنجح، قابلت بورتر واغونر في برنامج أوزارك جوبيلي، وانتقلت إلى ناشفيل حيث دعاها واغونر إلى برنامجه التلفزيوني الأسبوعي. أصبحت منتظمة في البرنامج في عام 1961 وبقيت في لمدة ست سنوات.  قامت نورما جين بمرافقة واغونر في جولاته، ووقع معها المنتج تشيت أتكينز عقد تسجيل مع آر سي أيه فيكتور.

### النجاح في الستينات
في عام 1963، أصدرت نورما جين أول أغنية لها مع آر سي أيه، وهي "Let's Go All the Way"، والتي وصلت للمركز 11 على قائمة بيلبورد لأغاني الكانتري. أصدرت ألبومًا يحمل نفس الاسم وضم أغنيتين أخريين. وبفضل هذا النجاح، دعيت للانضمام إلى غراند أول أوبري. 
في أواخر عام 1965، أصدرت ألبومًا بعنوان Pretty Miss Norma Jean، والذي أصبح أنجح في مسيرتها الفنية، حيث وصل للمركز الثالث في قائمة ألبومات الكانتري. أول أغنية من الألبوم، "Go Cat Go"، وصلت للمركز الثامن على قائمة أغاني الكانتري. من أغانيها الناجحة الأخرى من نفس الألبوم "I Cried All the Way to the Bank" و "I Wouldn't Buy a Used Car From Him".
من عام 1965 إلى عام 1967، أنتجت نورما جين سلسلة من أغاني وألبومات الكانتري واستمرت في الظهور في برنامج واغونر.
حقق نورما أكبر نجاح لها في عام 1966. في ثلاثي مع بوبي بير وليز أندرسون، بعنوان "The Game of Triangles"، ووصلت للمركز الخامس على قائمة بيلبورد وحصلت على ترشيح غرامي.
غادرت نورما جين برنامج واغونر في عام 1967 بعد زواجها من جودي تايلور، وحلت محلها الوافدة الجديدة دوللي بارتون، التي أصبحت من النجمات البارزات في موسيقى الكانتري.
في تلك السنة، أصدرت آخر أغنية ناجحة لها "Heaven Help the Working Girl"، لكن ظلت ألبوماتها تحقق مبيعات جيدة، مثل ألبوم Jackson Ain't a Town Big، والذي وصل للمركز 11 في قائمة ألبومات الكانتري.

## وصلات خارجية
نورما جين على موقع IMDb (الإنجليزية)
- نورما جين على موقع ميوزك برينز (الإنجليزية)
- نورما جين على موقع أول ميوزيك (الإنجليزية)
- نورما جين على موقع ديسكوغز (الإنجليزية)
- نورما جين على موقع ديسكوغز (الإنجليزية)
- نورما جين على موقع قاعدة بيانات الفيلم (الإنجليزية)
- Norma Jean annotated discography at Slipcue.com